# 祁彪佳
祁彪佳（1603年1月3日—1645年7月28日），字虎子，一字幼文，又字弘吉，號世培，別號遠山堂主人、寓山居士，浙江紹興府山陰縣人，明末政治人物、戲曲作家、造園家，天啟壬戌進士。弘光時，官至都察院右副都御史、巡撫蘇松，南京陷落後自盡殉國。

## 生平
祁彪佳于万历三十年十一月己卯寅时生于山阴梅墅。自幼聰敏，六歲能誦帝王名。九岁因其父安排聘商氏（商景兰，兵部尚书商周祚第三女）。万历四十六年赴童子试，无出其右者，遂为第一。同年舉浙江鄉試。萬曆四十七年（1619年），彪佳年十八，会试下第不中。随父亲赴任沂州，游览琅琊名胜，归家后继续读书。泰昌元年，与商氏成婚。
天启二年（1622年），祁彪佳登壬戌科進士，时年二十一岁，次年任福建興化府推官，旁人或觉得彪佳年轻，而莆田有时缙绅势力强大的地方，恐怕不能胜任，结果其在任时非常关心民间疾苦，尽力去除底层穷困百姓的负担，名声颇佳。崇祯元年（1628年）十一月初一日，父亲祁承㸁去世，二十二日听到讣告，这一天也是祁彪佳生日，此后終生不慶生辰。
崇禎四年（1631年）考选，五年选授福建道監察御史，次年巡按苏松。时宜兴缙绅陈一教势力薰赫，家奴周文爙仗势肆意，积累了许多民怨。平民陈轼聚众对抗文爙，烧毁了陈一教的房屋和别墅，还在附近劫掠，差点导致民乱。祁彪佳逮捕周、陈二人并问斩，其余惹事者各戍边、配流，事件遂平息了下来。他将周文爙所占别人的田产、子女归还人民，奏免陈一教父子的官职，民心大定。当时三吴一带有一伙名叫“天罡”的黑恶势力，为无籍之徒组成，到处作案犯罪，打枪奸淫，招摇过市。祁彪佳上任后立即将其四名魁首逮捕，杖杀并曝尸三日，之后一旦有抓到天罡的，全部不加讯问直接杖杀。很快平定了该势力的恶行。文震孟对祁彪佳的治绩大为赞赏，称之为“国朝二百年所仅见”。后受权臣周延儒排斥，家居八年。
崇祯八年五月，到杭州养病，与母亲王氏游览西湖。病痊愈后回到绍兴。十月，在寓山构筑别墅，准备隐居终身。彪佳对自己家的仆人管理很严，禁止他们与外人发生争吵。崇祯九年四月，筑寓山草堂竣工，彪佳与友人闭关论性理之学。同年，由於彪佳常苦於瘧疾之症，为治地方疟疾，於是捐资与友人王金如建立了医药局，在疫病期间保全了民众的生命，此外彪佳還建立了乡贤祠。剡县饥荒时，祁彪佳与王金如合力赈饥，因想到死在野外的人没人收尸，彪佳专门请了一位法号“本原”埋葬野骨的僧人，支付其报酬并让其掩埋三吴一带遗骨。又出资改善了监狱囚犯的生活条件。崇祯十一年，针对流寇严重的情况，撰写了《御寇》一书。十三年，绍兴饥荒，彪佳建议《救荒策》十五条。遂出面负责救灾。设立粥厂，制定供给米粮的法规，全活不可计，编辑了《古今救荒书》。杭州有卖妻为娼者，彪佳出钱将之赎回娘家。彪佳与族兄祁宁方倡议保甲，自任正、副长。崇祯十四年秋，绍兴再度歉收。民乱勃发，彪佳在母忧期间，急忙入城，下令逮捕抢粮者，绳之以法。日夜工作，尽力救荒。
崇祯十四年（1641年），起为河南道掌印御史。崇祯十五年赴北京，路上因兵乱梗阻，历尽艰险。至十二月初四日入都门。在朝上疏，请求皇帝留下有清名、声望的耿直之臣。
崇禎十七年（1644年）巡按南京，清兵入浙，驻节杭州抵御清兵。弘光元年（1645年）五月，清兵破南京。閏六月，弘光帝被俘，潞王监国。群臣计划推举祁彪佳为苏松总督，还没来得及任命清军便来到杭州，官员四散。清军贝勒召见祁彪佳等士大夫四人，彪佳没有回应。初六日晨，於杭寓山花園蓮花池內自殺殉節，有绝命词：“图功为其难，洁身为其易。吾为其易者，聊存洁身志。含笑入九原，浩然留天地。”又有遗言：“山川人物，皆属幻影。山川无改，而人生则倏忽一世矣。”
魯王朱以海諡彪佳曰“忠毅”，隆武建元，贈光祿大夫少傅兼太子太傅兵部尚書，給四代誥命，諡“忠敏”，賜祭葬，蔭一子中書科中書舍人。歸葬紹興亭山北麓。乾隆四十一年，乾隆帝褒獎了其在危難時刻的氣節，賜諡“忠惠”。
张岱是祁彪佳的挚友，祁彪佳殉节后，张岱极为哀痛，写了一篇祭文。其中有这样的语句：“奕远既去，花月、声音、饮食之道难得解人。吾辈住此寂寞世界，毫无意味。”
祁彪佳殉國後，其「澹生堂」藏书亦从此散出，多为黄宗羲、呂留良所有，部分归杭州赵氏小山堂，馀则散入坊间。

## 家族
先世為汴梁人，從宋南渡。曾祖祁清，嘉靖二十六年进士。祖父祁汝森，贈知县。父祁承㸁，藏書家，江西布政司右參政兼按察司僉事寧太兵備道，祁彪佳為第四子。母王氏，太淑人。
子三，祁同孫、祁理孫、祁班孫

## 著作
- 日記、文集類：
  - 《祁忠敏公日記》（1631年—1645年）[6][7][8]
  - 《甲乙日历》（1644年—1645年）[9][10]
  - 《祁彪佳文稿》*[8][11]
  - 《祁彪佳集》[12]
  - 《祁忠惠公遺集》（1832年）[6][13]
  - 《祁忠敏公年谱》[12]
- 藝術類：
  - 《远山堂诗集》[9]
  - 《遠山堂曲品》[14]
  - 《遠山堂劇品》[14]
  - 《远山堂明曲品剧校录》[12]
  - 《玉节记》[13]
  - 《牛秀才周秦行记》[13]
- 救災類：
  - 《救荒策》（1640年）[13]
  - 《救荒全書》[15]
  - 《祷雨文》[12]
  - 《辛巳越中荒纪》[12]
- 註記類：
  - 《越中園亭記》[6]
  - 《寓山志》[6]
  - 《寓山注》[12]
- 其他：
  - 《里居越言》[16]
  - 《宜焚全稿》[9]
  - 《按吴檄稿》[12]
  - 《按吴奏疏》[12]
  - 《祁忠敏公天启壬戌会试朱卷》[12]

《祁彪佳文稿》*含《宜焚全稿》、《祁忠敏公日記》、《遠山堂詩集》、《遠山堂曲品》、《遠山堂劇品》

## 家庭
其妻商景蘭為吏部尚書商周祚之女，育有三子三女，子祁同孫、祁理孫、祁班孫；女祁德淵、祁德玉、祁德瓊、祁德𦶜。

## 延伸阅读
[在维基数据编辑]
 《明史卷二百七十五》，出自《明史》
 在维基共享资源阅览影像
| 官衔          | 官衔                          | 官衔          |
| ------------- | ----------------------------- | ------------- |
| 前任： 佘昌祚 | 明朝興化府推官 1623年－1629年 | 繼任： 吳麟徵 |